# Prijzenslag

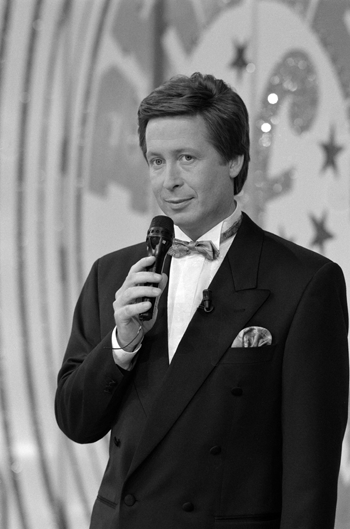
Hans Kazàn in 1991

Prijzenslag was een spelshow op televisie die van 1 januari 1990 tot en met 23 oktober 1993 op RTL 4 werd uitgezonden. De Nederlandse versie van het programma werd gepresenteerd door Hans Kazàn. Commentaarstemmen waren eerst Pierre van Ostade, daarna Rob Captijn en vervolgens Tom Mulder. Het programma ging op locatie om het spel tijdens evenementen te spelen. De commentaarstem tijdens de liveuitzending was van Ad Mulders. De quiz is afkomstig uit de Verenigde Staten, waar het sinds de jaren 50 bestond met als naam The Price Is Right.

## Het spelverloop
Aan het begin van het programma worden uit het publiek vier mensen uitgekozen om mee te doen aan een voorronde. Daarin moet men de juiste prijs raden van een product zoals een scheerapparaat. De kandidaat die het beste gokt is de winnaar en mag het desbetreffende product mee naar huis nemen. Wie exact de prijs raadt, krijgt een extra prijs. Verder kan de kandidaat via een ander spel nog andere prijzen of een geldbedrag winnen. Ook hierbij gaat het om het raden van de prijs van producten of het goed inschatten daarvan, waarbij men de desbetreffende producten wint bij een juist antwoord.
Per aflevering gaan drie kandidaten met een prijs naar huis. Die moeten beslissen via een 'rad van avontuur' wie naar de finale gaat. Het rad heeft de vijftallen van 5 tot 100. Wie in één keer 100 heeft, of in twee keer een totaal van 100 draait, wint ook een prijs. Wie het hoogste totaal draait gaat naar de finale. In de finale valt ten slotte nog een 'Superprijs' te winnen, door zo goed mogelijk de juiste prijs te raden.

## Varianten
Van 1986 t/m 1988 werd het programma onder de titel Prijs je rijk uitgezonden door de AVRO, met Fred Oster als presentator en IJf Blokker als commentaarstem, die later werd opgevolgd door Van Ostade.
Van 2002 t/m 2004 werd Prijzenslag uitgezonden onder de titel Cash & Carlo, met als presentator Carlo Boszhard. Eddy Keur verzorgde bij dit programma de commentaarstem.
Vanaf 2012 wordt het programma weer uitgezonden op SBS6 onder de originele Amerikaanse naam The Price Is Right, met als presentator Eddy Zoëy. Gaston Starreveld verzorgt hierbij de commentaarstem. Hier dient in de finale binnen 30 seconden de juiste prijs te worden geraden. De finalist doet telkens een bod en dan wordt gezegd of hij/zij hoger of lager moet bieden (enigszins vergelijkbaar met Mastermind). Zodra de finalist binnen de 30 seconden de juiste prijs weet te raden, heeft hij/zij gewonnen. Tevens is de "Super Friday" geïntroduceerd. Elke tweede vrijdag van de maand is een "Super Friday". Dit houdt in dat in de finale niet alleen de finalist, maar ook degene die hij/zij meegenomen heeft, de superprijs wint zodra de finalist de prijs hiervan raadt. Ook zijn er dan in de finale meer prijzen te winnen dan op andere dagen.

## Vlaanderen
Vanaf 1990 had Vlaanderen een eigen versie van Prijzenslag onder de naam De juiste prijs, dat werd gepresenteerd door Jan Theys en werd uitgezonden op de zender VTM.

## Duitsland
Duitsland had vanaf 1989 zijn eigen versie op RTL onder de titel Der Preis ist Heiß en daar werd de show gepresenteerd door de in Den Haag geboren Harry Wijnvoord. Het programma hield op te bestaan in 1997.